# Apharyngostrigea bilobata
Apharyngostrigea bilobata är en plattmaskart. Apharyngostrigea bilobata ingår i släktet Apharyngostrigea och familjen Strigeidae. Inga underarter finns listade i Catalogue of Life.